# 明色スターゲーム合戦
『明色スターゲーム合戦』（めいしょくスターゲームがっせん）は、1973年12月4日から1974年8月27日までNET（現・テレビ朝日）系列局で放送された毎日放送（MBS）製作のバラエティ番組である。桃谷順天館の一社提供。放送時間は毎週火曜 19:00 - 19:30 (JST) 。

## 概要
1973年11月まで同時間帯で放送されていた『明色（新）お笑いゲーム合戦』をリニューアルする形でスタートした。
この番組の最終回を以て、1964年10月放送開始の『明色ものまね歌合戦』以来、10年に渡っての明色化粧品（桃谷順天館）一社提供のバラエティ番組シリーズは事実上終結した。その後はテレビ朝日火曜9時枠の連続ドラマの複数企業の提供スポンサーに移行することになる。

## 出演者
- 大野しげひさ（司会、前番組から引き続き担当）[2]
- 純アリス（アシスタント）[2]
- 浅田美代子（赤チーム代表）[2]
- 萩原健一（青チーム代表）[2]

## ネット局
★ - 同時ネット（火曜 19:00 - 19:30）の局
- ★毎日放送
- ★NETテレビ（現・テレビ朝日）
- ★北海道テレビ[3]
- 岩手放送：土曜 12:00 - 12:30[4]
- 仙台放送：日曜 14:00 - 14:30（1974年1月 - 3月）→ 日曜 13:30 - 14:00（1974年4月 - 9月）[5]
- 福島中央テレビ（同時ネット、1973年12月 - 1974年3月）→ 金曜 19:00 - 19:30（1974年4月 - 8月）[6]
- ★新潟総合テレビ[7]
- 信越放送：土曜 13:00 - 13:30[8]
- 静岡放送：土曜 13:30 - 14:00[9]
- 北日本放送：土曜 13:00 - 13:30[10]
- ★名古屋テレビ[11]
- 日本海テレビ：土曜 12:30 - 13:00[12]
- 岡山放送：金曜 19:00 - 19:30[13]（当時は岡山県のみの県域局）
- ★瀬戸内海放送[14]（当時は香川県のみの県域局）
- ★広島ホームテレビ[14]
- 南海放送：土曜 12:30 - 13:00[15]
- ★九州朝日放送[16]
- 長崎放送：土曜 14:00 - 14:30[16]
- 熊本放送：土曜 13:30 - 14:00[16]
- ★鹿児島テレビ[17]
- 琉球放送：日曜 10:00 - 10:30[18]

## その他
- 1974年1月1日にお正月スペシャルと題された1時間拡大版が18:00 - 18:45に放送された。野口五郎、郷ひろみ、西城秀樹、三善英史、志垣太郎、佐藤公彦、麻丘めぐみ、小林麻美、吉田拓郎、南沙織、ちあきなおみが出演した。
- 1974年3月26日放送分では『仮面ライダーX』から速水亮・小林昭二・中村文弥、『イナズマン』から伴直弥が出演した[19]。